# Kanton Lorquin
Lorquin is een voormalig kanton van het Franse departement Moselle. Het kanton maakte deel uit van het arrondissement Sarrebourg.

## Geschiedenis
Het werd opgeheven bij decreet van 18 februari 2014, met uitwerking in maart 2015 en de gemeenten werden opgenomen in het kanton Phalsbourg.

## Gemeenten
Het kanton Lorquin omvatte de volgende gemeenten:
- Abreschviller
- Aspach
- Fraquelfing
- Hattigny
- Héming
- Hermelange
- Lafrimbolle
- Landange
- Laneuveville-lès-Lorquin
- Lorquin (hoofdplaats)
- Métairies-Saint-Quirin
- Neufmoulins
- Niderhoff
- Nitting
- Saint-Quirin
- Turquestein-Blancrupt
- Vasperviller
- Voyer